# آرامگاه علی
بقعه علی مربوط به سده‌های میانه دوران‌های تاریخی پس از اسلام است و در شهرستان خرم بید، بخش مرکزی، دهستان قشلاق، ۱/۵ جنوب شرقی مشکان، کنار قبرستان قدیمی واقع شده و این اثر در تاریخ ۲۶ اسفند ۱۳۸۶ با شمارهٔ ثبت ۲۱۸۹۰ به‌عنوان یکی از آثار ملی ایران به ثبت رسیده است.